# Sabacon ishizuchi
Espèce
Sabacon ishizuchi est une espèce d'opilions dyspnois de la famille des Sabaconidae.

## Distribution
Cette espèce est endémique de Shikoku au Japon. Elle se rencontre dans la préfecture d'Ehime sur le mont Ishizuchi.

## Description
Le mâle holotype mesure 2,5 mm et la femelle paratype 3,9 mm.

## Systématique et taxinomie
Cette espèce a été décrite par Suzuki en 1974.

## Étymologie
Son nom d'espèce lui a été donné en référence au lieu de sa découverte, le mont Ishizuchi.

## Publication originale
- Suzuki, 1974 : « The Japanese species of the genus Sabacon (Arachnida, Opiliones, Ischyropsalididae). » Journal of Science of the Hiroshima University, sér. B, vol. 25, p. 83–108.